# Rivière Olaf
Pour les articles homonymes, voir Olaf.
La Rivière Olaf est un affluent de la rivière Sainte-Marguerite Nord-Est traversant le territoire non organisé de Mont-Valin, dans la municipalité régionale de comté (MRC) du Fjord-du-Saguenay, dans la région administrative du Saguenay–Lac-Saint-Jean, au Québec, au Canada.
Le cours de cette rivière traverse la partie sud-ouest de la zec Martin-Valin.
La partie supérieure est desservie par la route de la zec Martin-Valin laquelle se connecte vers le sud à la route 172,.
La foresterie constitue la première activité économique du secteur ; les activités récréotouristiques, en second.[réf. nécessaire]
La surface de la rivière Olaf est habituellement gelée de la fin novembre au début avril, toutefois la circulation sécuritaire sur la glace se fait généralement de la mi-décembre à la fin mars.[réf. nécessaire]

## Géographie
Les principaux bassins versants voisins de la rivière Olaf sont :
- côté nord : rivière Sainte-Marguerite Nord-Est, ruisseau du Faucon ;
- côté est : rivière Sainte-Marguerite Nord-Est, ruisseau du Faucon, le Grand Ruisseau, ruisseau Blackburn, bras Luçon ;
- côté sud : lac du Brûlé, bras des Murailles, rivière Saguenay ;
- côté ouest : lac des Six Milles, bras des Murailles, rivière Sainte-Marguerite[2].

La rivière Olaf prend sa source du lac des Six Milles (longueur : 5,5 km ; altitude : 715 m). L’embouchure de ce lac est situé au fond d’une baie de la rive est, soit à :
- 13,6 km au sud-est de l’embouchure de la rivière Olaf ;
- 19,2 km au nord de la rivière Saguenay ;
- 40,5 km au nord-ouest de l’embouchure de la rivière Sainte-Marguerite ;

À partir du lac de tête, le cours de la rivière Olaf descend sur 18,6 km selon les segments suivants :
Cours supérieur de la rivière Olaf (segment de 6,5 km)
- 1,1 km vers le nord-est, jusqu'à la décharge (venant du nord-ouest) d’un ensemble de lacs dont Kabi, Labyrinthe et du Conseil ;
- 1,0 km vers l’est, jusqu'à la décharge (venant de l’est) du lac de l’Ouverture ;
- 4,4 km vers le nord, vers l’est, vers le sud-est, Nord-Est, jusqu'à la décharge (venant du nord-ouest) du lac des Canots ;

Cours inférieur de la rivière Olaf (segment de 12,1 km)
- 5,0 km vers le nord-est en formant deux crochets, jusqu'à la décharge (venant de l’est) du lac André ;
- 1,4 km vers le nord, jusqu'à la décharge (venant de l'ouest) du lac du Tandem ;
- 1,0 km vers le nord, jusqu'à la décharge (venant de l'ouest) du lac des Loups ;
- 2,6 km vers le nord, jusqu'à la décharge (venant de l'ouest) du lac Emmuraillé ;
- 2,4 km vers le nord-est en formant un crochet vers le nord en fin de segment, jusqu'à l'embouchure de la rivière[2].

L’embouchure de la rivière Olaf est située à :
- 40,7 km au nord-ouest de l’embouchure de la rivière Sainte-Marguerite Nord-Est (confluence avec la rivière Sainte-Marguerite) ;
- 44,5 km au nord-ouest de l’embouchure de la rivière Sainte-Marguerite (confluence avec la rivière Saguenay) ;
- 66,1 km au nord-ouest de l’embouchure de la rivière Saguenay (confluence avec le fleuve Saint-Laurent) ;
- 69,0 km au nord-est du centre-ville de Saguenay.

La rivière Olaf se déverse sur la rive sud-ouest de la rivière Sainte-Marguerite Nord-Est. À partir de l'embouchure de la rivière Olaf, le courant suit le cours de la rivière Sainte-Marguerite Nord-Est jusqu’à la confluence avec la rivière Sainte-Marguerite laquelle coule alors vers le sud et se déverse sur la rive nord de la rivière Saguenay dont le courant se dirige vers l’est, jusqu'à la hauteur de Tadoussac où il conflue avec le fleuve Saint-Laurent.

## Toponymie
Le toponyme « rivière Olaf » a été officialisé le 29 août 1972.